# Ісламей (село)
Ісламей (рос. Исламей) — село у Баксанському районі Кабардино-Балкарії Російської Федерації.
Орган місцевого самоврядування — сільське поселення Ісламей. Населення становить 11 261 особа.

## Історія
Згідно із законом від 27 лютого 2005 року органом місцевого самоврядування є сільське поселення Ісламей.

## Населення
| 1959    | 1979    | 2002    | 2010    | 2012    | 2013    | 2014    |
| ------- | ------- | ------- | ------- | ------- | ------- | ------- |
| 5746    | ↗9048   | ↗10 582 | ↗11 261 | ↗11 354 | ↗11 456 | ↗11 535 |
| 2015    | 2016    | 2017    | 2018    | 2019    | 2020    |         |
| ↗11 625 | ↗11 707 | ↗11 839 | ↗11 903 | ↗11 937 | ↗12 001 |         |